# Едуардо Варгас
Едуа́рдо Ва́ргас (ісп. Eduardo Vargas, нар. 20 листопада 1989, Сантьяго) — чилійський футболіст, нападник збірної Чилі та бразильського «Атлетіку Мінейру».

## Клубна кар'єра
Народився 20 листопада 1989 року в місті Сантьяго. Вихованець юнацьких команд футбольних клубів «Універсідад Католіка», «Палестіно» та «Кобрелоа».
У дорослому футболі дебютував 2006 року виступами за «Кобрелоа», в якому провів чотири сезони, взявши участь у 53 матчах чемпіонату.
Своєю грою за цю команду привернув увагу представників тренерського штабу клубу «Універсідад де Чилі», до складу якого приєднався на початку 2010 року. Відіграв за команду із Сантьяго наступні два сезони своєї ігрової кар'єри. Більшість часу, проведеного у складі «Універсідад де Чилі», був основним гравцем атакувальної ланки команди, а 2011 року став справжньою зіркою команди, допомігши клубу виграти Апертуру і Клаусуру, а також Південноамериканський кубок, в якому Едуардо став найкращим бомбардиром, а також був визнаний найкращим гравцем турніру та фіналу.
3 січня 2012 року уклав контракт з італійським «Наполі», за який неаполітанці заплатили 10 млн євро. В тому ж сезоні виграв разом з командою Кубок Італії, але все ж стати основним гравцем не зміг і вже через рік, 18 січня 2013 року був відданий на правах оренди в бразильський «Греміу».
23 січня 2014 року Варгас приєднався до клубу Ла Ліги «Валенсія» на правах оренди до кінця сезону 2013–14. 1 лютого 2014 року Варгас зіграв свій перший офіційний матч за клуб у виїзному поєдинку на «Камп Ноу» проти «Барселони» з рахунком 3:2. Він забив свій перший гол у Ла Лізі проти «Реал Бетіс» у домашньому матчі з рахунком 5:0.
21 серпня 2014 року Варгас приєднався до «Квінз Парк Рейнджерс» на правах оренди до кінця сезону Прем'єр-ліги 2014–15. Він дебютував за клуб 14 вересня проти «Манчестер Юнайтед», замінивши Чарлі Остіна протягом останніх 31 хвилин на «Олд Траффорд». 19 жовтня під час гри проти «Ліверпуля» на «Лофтус Роуд» з рахунком 2:3 Варгас забив двічі, вийшовши на заміну замість Боббі Замори на 78-й хвилині. 26 грудня під час поразки «Арсеналу» з рахунком 2:1 Варгас допоміг своєму воротареві Роберту Гріну відбити пенальті від Алексіса Санчеса, вказавши, куди його співвітчизник, чилієць, швидше за все, заб’є м’яч. 22 березня 2015 року Варгас забив свій перший гол за п'ять місяців у домашній поразці «КПР» від «Евертона» (1:2). Він також забив у поєдинку з «Вест Бромвіч Альбіон» 4 квітня, але в тому матчі пошкодив зв’язки коліна, що виключило його з гри на решту сезону. Сезон завершився тим, що КПР фінішував на останньому місці ліги, що призвело до вильоту в Чемпіоншип.
24 серпня 2015 року Варгас приєднався до клубу німецької Бундесліги «Гоффенгайм 1899» за чотирирічною угодою за гонорар у розмірі 5 мільйонів євро плюс додатковий відсоток від будь-якої винагороди за продаж.
27 січня 2017 року клуб «УАНЛ Тигрес» оголосив, що Варгас приєднається до клубу.
9 листопада 2020 року Варгас приєднався до «Атлетіку Мінейро» за дворічним контрактом.

## Виступи за збірні
2008 року виступав у складі юнацької збірної Чилі.
Протягом 2008–2009 років залучався до складу молодіжної збірної Чилі.
4 листопада 2009 року дебютував в офіційних матчах у складі національної збірної Чилі в грі проти збірної Парагваю. Наразі провів у формі головної команди країни 14 матчів, забивши 2 голи.
2 вересня 2011 року забив свій перший гол у товариському матчі проти Іспанії (3:2). 12 жовтня він забив свій перший міжнародний гол у відбірковому матчі Чемпіонату світу з футболу 2014 у грі проти Перу на «Естадіо Монументаль» (4–2).
У вересні 2013 року Варгас побив рекорд національної збірної Чилі за кількістю голів у матчах поспіль, який раніше належав Марсело Саласу та Карлосу Касселі, двічі забивши в товариській грі проти Іспанії (2:2). Протягом 2013 року він забивав у шести матчах поспіль і загалом дев’ять разів за збірну.
1 червня 2014 року тренер збірної Чилі Хорхе Сампаолі включив Варгаса до складу команди з 23 гравців на чемпіонат світу 2014 року в Бразилії. У другому груповому матчі Чилі проти чинних чемпіонів Іспанії на стадіоні «Маракана» Варгас забив перший гол, тоді команда математично усунула Іспанію та забезпечила кваліфікацію до стадії плей-офф.

## Статистика виступів
Статистика станом на 30 січня 2013 року.

### Статистика клубних виступів
| Сезон                           | Команда                         | Чемпіонат                       | Чемпіонат | Чемпіонат | Національний кубок | Національний кубок | Національний кубок | Континентальні кубки | Континентальні кубки | Континентальні кубки | Інші змагання | Інші змагання | Інші змагання | Усього | Усього | Усього |
| Сезон                           | Команда                         | Ліга                            | Ігор      | Голів     | Ліга               | Ігор               | Голів              | Ліга                 | Ігор                 | Голів                | Ліга          | Ігор          | Голів         | Ігор   | Голів  |        |
| ------------------------------- | ------------------------------- | ------------------------------- | --------- | --------- | ------------------ | ------------------ | ------------------ | -------------------- | -------------------- | -------------------- | ------------- | ------------- | ------------- | ------ | ------ | ------ |
| 2006                            | «Кобрелоа»                      | ПД                              | 3         | 0         | —                  | —                  | —                  | —                    | —                    | —                    | —             | —             | —             | 3      | 0      |        |
| 2007                            | «Кобрелоа»                      | ПД                              | 5         | 0         | —                  | —                  | —                  | КЛ                   | 0                    | 0                    | —             | —             | —             | 5      | 0      |        |
| 2008                            | «Кобрелоа»                      | ПД                              | 21        | 4         | КЧ                 | 0                  | 0                  | —                    | —                    | —                    | —             | —             | —             | 21     | 4      |        |
| 2009                            | «Кобрелоа»                      | ПД                              | 24        | 6         | КЧ                 | 0                  | 0                  | ПК                   | 2                    | 1                    | —             | —             | —             | 26     | 7      |        |
| Усього за «Кобрелоа»            | Усього за «Кобрелоа»            | Усього за «Кобрелоа»            | 53        | 10        |                    | 0                  | 0                  |                      | 2                    | 1                    |               | —             | —             | 55     | 11     |        |
| 2010                            | «Універсідад де Чилі»           | ПД                              | 18        | 1         | КЧ                 | 0                  | 0                  | КЛ+ПК                | 9+1                  | 2+0                  | —             | —             | —             | 28     | 3      |        |
| 2011                            | «Універсідад де Чилі»           | ПД                              | 36        | 16        | КЧ                 | 2                  | 1                  | ПК                   | 12                   | 11                   | —             | —             | —             | 50     | 28     |        |
| Усього за «Універсідад де Чилі» | Усього за «Універсідад де Чилі» | Усього за «Універсідад де Чилі» | 54        | 17        |                    | 2                  | 1                  |                      | 22                   | 13                   |               | —             | —             | 78     | 31     |        |
| 2011-12                         | «Наполі»                        | A                               | 10        | 0         | КІ                 | 2                  | 0                  | ЛЧ                   | 1                    | 0                    | —             | —             | —             | 13     | 0      |        |
| 2012-13                         | «Наполі»                        | A                               | 9         | 0         | КІ                 | —                  | —                  | ЛЄ                   | 6                    | 3                    | СІ            | 0             | 0             | 15     | 3      |        |
| Усього за «Наполі»              | Усього за «Наполі»              | Усього за «Наполі»              | 19        | 0         |                    | 2                  | 0                  |                      | 7                    | 3                    |               | —             | —             | 28     | 3      |        |
| 2013                            | «Греміо»                        | ЛГ                              | —         | —         | CB                 | —                  | —                  | КЛ                   | 2                    | 0                    | —             | —             | —             | 2      | 0      |        |
| Усього за кар'єру               | Усього за кар'єру               | Усього за кар'єру               | 126       | 27        |                    | 4                  | 1                  |                      | 33                   | 17                   |               | —             | —             | 162    | 45     |        |

### Статистика виступів за збірну
| Дата       | Місто        | Господарі | Результат | Гості     | Турнір            | Голи | Примітки |
| ---------- | ------------ | --------- | --------- | --------- | ----------------- | ---- | -------- |
| 20/01/2010 | Кокімбо      | Чилі      | 2 – 1     | Панама    | товариський матч  | -    |          |
| 31/03/2010 | Сантьяго     | Чилі      | 0 – 0     | Венесуела | товариський матч  | -    |          |
| 02/09/2011 | Санкт-Галлен | Іспанія   | 3 – 2     | Чилі      | товариський матч  | 1    |          |
| 04/09/2011 | Барселона    | Мексика   | 1 – 0     | Чилі      | товариський матч  | -    |          |
| 07/10/2011 | Буенос-Айрес | Аргентина | 4 – 1     | Чилі      | Відбір до ЧС 2014 | -    |          |
| 11/10/2011 | Сантьяго     | Чилі      | 4 – 2     | Перу      | Відбір до ЧС 2014 | 1    |          |
| 11/11/2011 | Монтевідео   | Уругвай   | 4 – 0     | Чилі      | Відбір до ЧС 2014 | -    |          |
| 15/11/2011 | Сантьяго     | Чилі      | 2 – 0     | Парагвай  | Відбір до ЧС 2014 | -    |          |
| 29/02/2012 | Нью-Йорк     | Чилі      | 1 – 1     | Гана      | товариський матч  | -    |          |
| 02/06/2012 | Ла-Пас       | Болівія   | 0 – 2     | Чилі      | Відбір до ЧС 2014 | -    |          |
| 15/08/2012 | Нью-Йорк     | Еквадор   | 3 – 0     | Чилі      | товариський матч  | -    |          |
| 12/10/2012 | Кіто         | Еквадор   | 3 – 1     | Чилі      | Відбір до ЧС 2014 | -    |          |
| 16/10/2012 | Сантьяго     | Чилі      | 1 – 2     | Аргентина | Відбір до ЧС 2014 | -    |          |
| 14/11/2012 | Санкт-Галлен | Чилі      | 1 – 3     | Сербія    | товариський матч  | -    |          |
| Усього     |              | Матчів    | 14        |           | Голів             | 2    |          |

## Титули і досягнення

### Командні
- Чемпіон Чилі (1):

«Універсідад де Чилі»: 2011 (Апертура), 2011 (Клаусура)
- Володар Південноамериканського кубка (1):

«Універсідад де Чилі»: 2011
- Володар Кубка Італії (1):

«Наполі»: 2011-12
- Чемпіон Мексики (1):

«УАНЛ Тигрес»: 2017 (Апертура), 2019 (Клаусура)
- Чемпіон Бразилії (1):

«Атлетіку Мінейру»: 2021
- Переможець Ліги Мінейро (2):

«Атлетіку Мінейру»: 2021, 2022
- Володар Кубка Бразилії (1):

«Атлетіку Мінейру»: 2021
- Володар Суперкубка Бразилії (1):

«Атлетіку Мінейру»: 2022
- Володар Кубка Америки (2):

Чилі: 2015, 2016

### Особисті
- Найкращий футболіст чемпіонату Чилі: 2011
- Найкращий нападник чемпіонату Чилі: 2011
- Найкращий бомбардир Південноамериканського кубка: 2011 (11 голів)
- Найкращий футболіст Південноамериканського кубка: 2011